# Бехтхайм
Бехтхайм (нем. Bechtheim) — община в Германии, в земле Рейнланд-Пфальц. 
Входит в состав района Альцай-Вормс. Подчиняется управлению Вестофен.  Население составляет 1807 человек (на 31 декабря 2010 года). Занимает площадь 13,34 км².